# Nidula candida
Nidula candida är en svampart som först beskrevs av Peck, och fick sitt nu gällande namn av V.S. White 1902. Nidula candida ingår i släktet Nidula och familjen Agaricaceae.   Inga underarter finns listade i Catalogue of Life.

## Källor

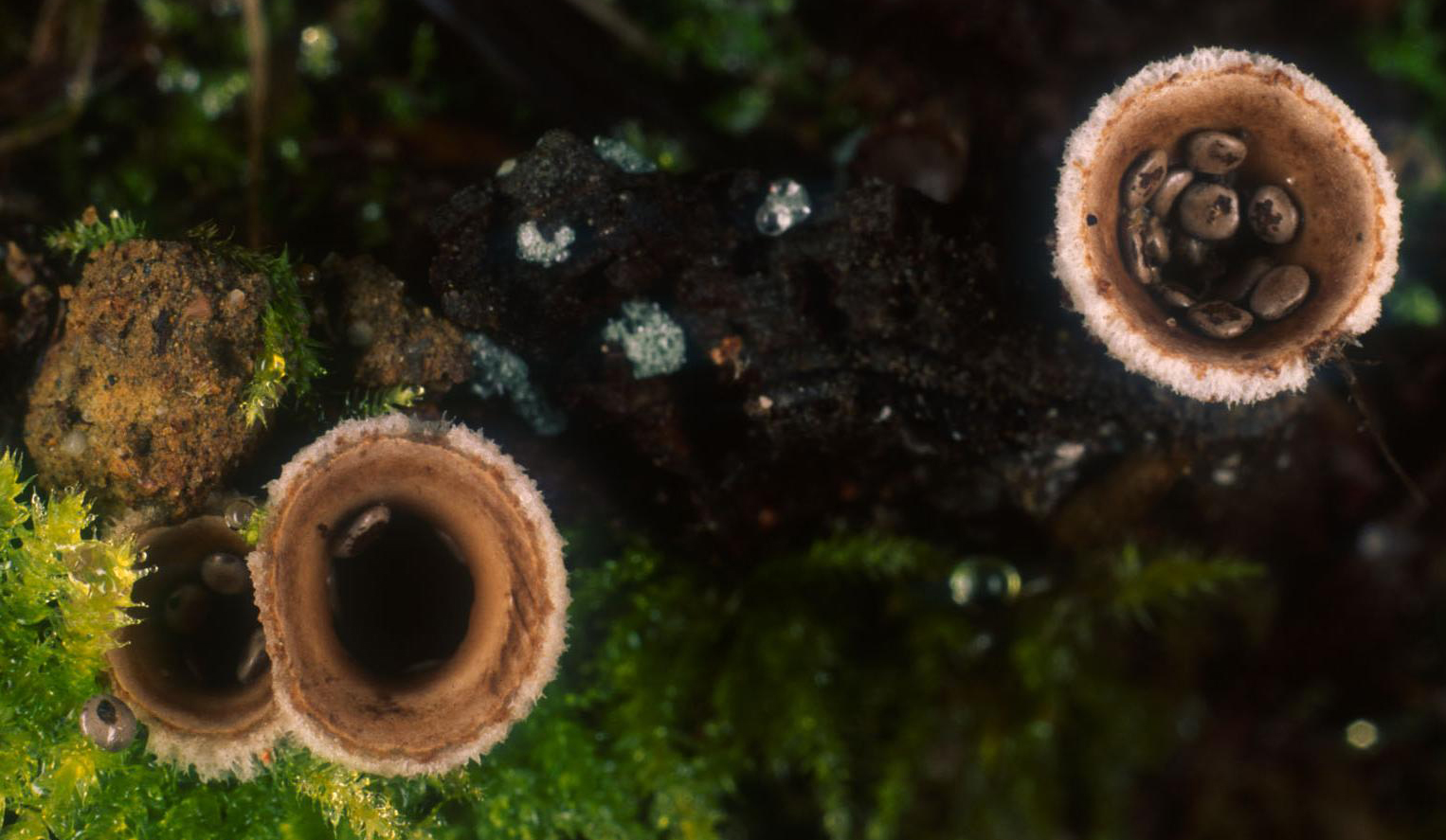